# Монте Кастеду (Сасари)
Монте Кастеду је насеље у Италији у округу Сасари, региону Сардинија.
Према процени из 2011. у насељу је живело 42 становника. Насеље се налази на надморској висини од 83 м.